# 岡部雄馬
岡部 雄馬（おかべ ゆうま、1993年5月7日（31歳）- ）は、日本のミュージカル俳優。

## 概要
香川県高松市出身。愛称は「讃岐のプリンス」。
出演した舞台「ハリー・ポッターと呪いの子」ではクレイグ・バウカーJr役に抜擢。YouTubeでは香川県ネタや讃岐弁ソング、ポケカ開封などで人気を博す。
2024年7月13自身初となる両A面シングル「HONEY BUNNY/endless」をリリース、レコ発ワンマンツアーを開催。

## 出演
- 2013年
  - 8月　CXドラマ「山田君と7人の魔女」役：ビーチバレー隊
  - 9月　劇団スパイラルメソード　「超極秘事項」役名：佐々木虎六　第25回池袋演劇祭　みらい館大明賞受賞
  - 11月　自主公演「バンク・バン・レッスン」役名：安西支店長
- 2014年
  - 3月　「交換王子」役名：門馬守　　脚本・演出：高橋いさを
  - 3月「ケルベロスの肖像」記者（ブーム）役
  - 4月「１/11」生徒役（サッカー部員・野球部員）
  - 10月　ジ～パンズ第6回公演「空から降る小さな愛」作・演出:静馬弘毅 銀座みゆき館
- 2015年
  - 2月 　CSフジテレビ「プリズン・オフィサー」（全4話）高校生役　主演：小日向文世　監督：五十嵐匠
  - 10月　ジ～パンズ第7回公演「まれっちゃん」 ワーサルシアター（八幡山）
  - 12月　作・演出：是枝正彦「あなたを待ちながら」 築地ブティストホ－ル
- 2016年4月-2017年7月
  - ミュージカル「げんない」全国公演 わらび座 軽業師金太役　国際フォーラム、大阪NHKホール他
- 2018年
  - 2月　TBS「爆報THEフライデー」 田原俊彦役
  - 8月　ミュージカル「バイトショウ」神奈川県青少年センター ドラマー欽也役
  - 8月　NHK BSプレミアム「春子の人形」メインキャスト
  - 11月　岡部雄馬香川凱旋ワンマンライブ　丸亀町レッツホール
- 2019年
  - 1月〜3月　ミュージカル「誓いのコイン」松山坊ちゃん劇場 ボリス役
  - 4月　岡部雄馬香川凱旋ワンマンライブ　丸亀町レッツホール
  - 5月　神奈川県庁舎公開「未病改善ヒーローミビョーマンショー」怪人グータラー役
  - 6月　「おもてなしの基礎英語」サイクリスト役
  - 10月「愛なき森で叫べ」
  - 12月　ミュージカル「ズボン船長」ニョッキ役　新国立劇場、梅田芸術劇場
- 2020年
  - 1月　オペラ「ラ・ボエーム」給仕役　新国立劇場
  - 10月　オペラ「夏の夜の夢」美しい小姓役　新国立劇場
  - 11月　「桜の園」駅長役　川崎市アートセンター
- 2021年
  - 3,4月　「未来記の番人」新橋演舞場、愛知、博多、大阪松竹座
  - 5月  岡部雄馬ワンマンコンサート『YUMAAAX』サンポートホール高松第1ホール
- 2022年
  - 6月　舞台『ハリー・ポッターと呪いの子』クレイグ・バウカーJr.役 赤坂ACTシアター（2023年6月卒業）
- 2023年
  - 5月　岡部雄馬ワンマンコンサート  ティアラこうとう小ホール
- 2024年
  - 5月　岡部雄馬ワンマンコンサート  ティアラこうとう小ホール
  - 7月　岡部雄馬レコ発ワンマンライブ  fragship FUNABASHI
  - 9月　岡部雄馬香川凱旋レコ発ワンマンライブ　高松RUFF HOUSE